# Fader korp
Fader korp eller Tulungersaq är hos Alaskas inuiter, samt hos många angränsande folkgrupper, en mytologiskt centralgestalt. Inuiternas mytologi har dock ingen allmän skapargestalt.